# Mary Burns
Mary Burns (Mary Byrne) (geboren am 29. September 1821 in Manchester; gestorben am 7. Januar 1863 ebenda), war eine irische Baumwollspinnerin und Lebenspartnerin von Friedrich Engels. Zeitweise lebte sie unter dem Pseudonym Mary Boardman.

## Leben

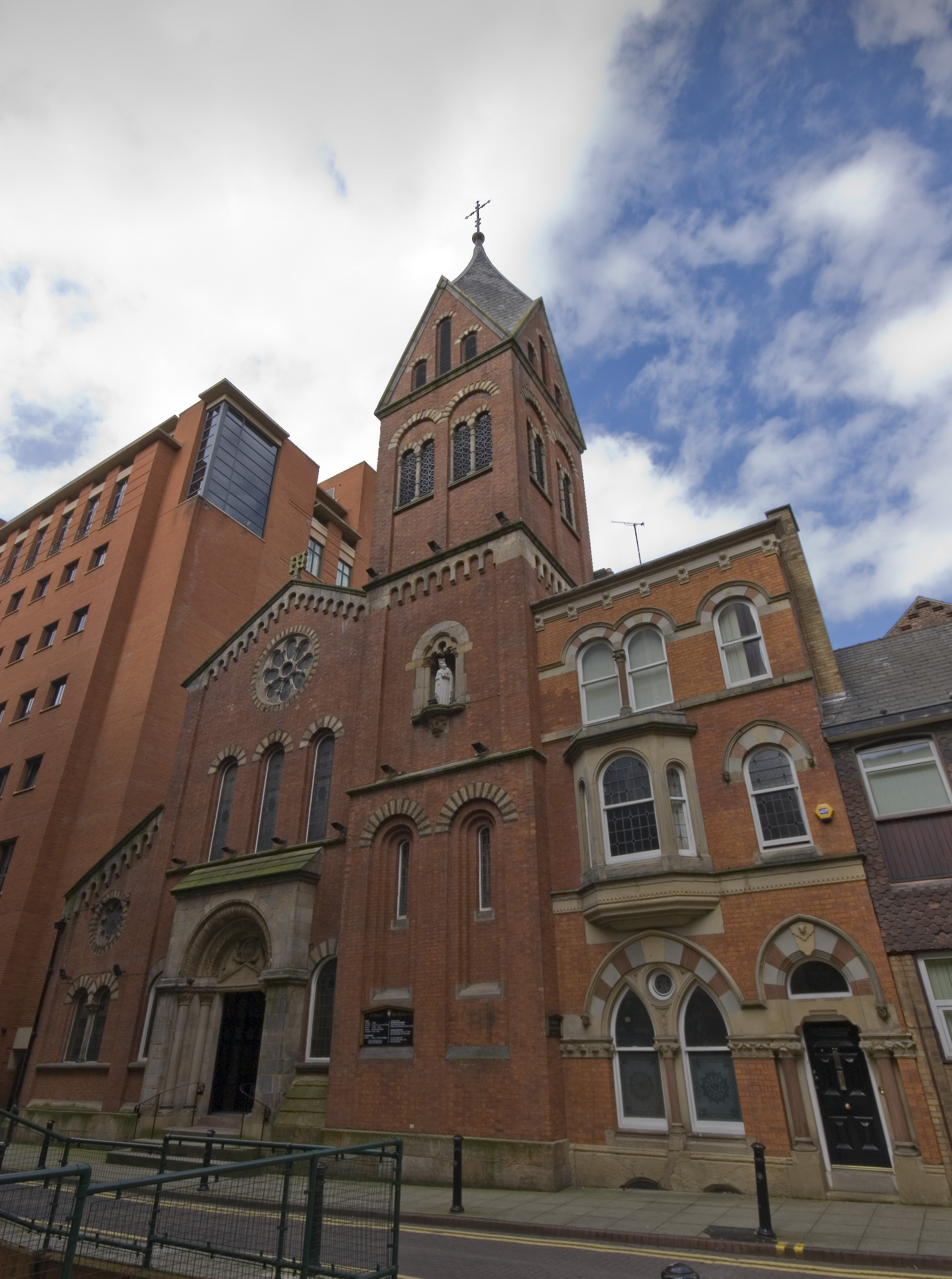
„The Hidden Gem“ offiziell St Mary’s Catholic Church in Manchester. Hier wurde Mary Burns am 31. Oktober 1821 getauft.

Mary Burns war die älteste Tochter des Färbers Michael Byrne (* um 1790 in Irland) und seiner Frau Mary, geb. Conroy. Aus der Ehe gingen drei weitere Töchter hervor: Mary, Ann (* 14. Juni 1824), Bridget (* 23. September 1826) und Elizabeth (Lydia genannt Lizzy) (* 6. August 1827). Mary Burns wurde am 31. Oktober 1821 in der römisch-katholischen Gemeinde „St. Mary’s“, Mulberry Street in Manchester getauft.
Mary lernte Engels 1842 oder 1843 in Manchester kennen. Sie war in den Victoria Mills von Ermen & Engels beschäftigt. Sie soll auch eine Quelle für Engels’ Buch Die Lage der arbeitenden Klasse in England gewesen sein.
Am 11. August 1845 wurde auf Vorschlag der Londoner Firma „Messrs. Coutts & Co.“ für „Miss Georgina Mary Byrne“ ein Pass zur Reise nach „The Continent“ ausgestellt. Die Gebühr für diesen Pass betrug „2 £ 7 Shilling und 6 Pence“. Am 22. August traf sie in Brüssel bei Engels ein. Am 3. April 1846 wird Mary Burns erstmals in einem Brief von Engels als seine „Frau“ erwähnt. Anfang Juli 1846 verließ Mary Burns Brüssel und reiste nach Irland. Der nächste Kontakt von Engels mit Mary und Lydia Burns ist im Dezember 1850 dokumentiert.
In der Volkszählung vom April 1861 werden im Hause „Rial Street Nr. 7“ in Manchester Mary Boardman („Frau eines Geschäftsreisenden“) und ihre Schwägerin Elizabeth Byrne gezählt. Am 28. Februar 1862 schreibt Engels an Karl Marx: „Ich lebe jetzt fast ganz bei der Mary, um möglichst wenig Geld auszugeben; leider kann ich ohne lodgings nicht abkommen, sonst zög ich ganz zu ihr.“ Engels hat seit 1853 unter verschiedenen Adressen zusammen mit den Schwestern Burns gewohnt und gleichzeitig für seine geschäftlichen Bekannten Wohnungen als Untermieter gemietet. Während seine Untermietsverhältnisse nur in den privaten Briefen erscheinen, werden in Volkszählungen und Steuerakten sowie in Wählerverzeichnissen ausschließlich Engels Pseudonyme verwandt.
Am 7. Januar 1863 stirbt Mary Burns überraschend in dem gemeinsamen Haus 252 Hyde Road an „Herzleiden oder Schlagfluß“ wie Engels vermutet. Darauf antwortet Marx: „Lieber Engels, die Nachricht vom Tode der Mary hat mich ebenso sehr überrascht als bestürzt. Sie war sehr gutmütig, witzig und hing fest an Dir. Mag der Teufel wissen, daß nichts als Pech jetzt in unsern Kreisen sich ereignet. Ich weiß auch absolut nicht mehr, wo mir der Kopf steht.“ Engels ist über Marx enttäuscht und schreibt: „Lieber Marx, Du wirst es in der Ordnung finden, daß diesmal mein eignes Pech und Deine frostige Auffassung desselben es mir positiv unmöglich machten, Dir früher zu antworten. Alle meine Freunde, einschließlich Philisterbekannte, haben mir bei dieser Gelegenheit, die mir wahrhaftig nahe genug gehen mußte, mehr Teilnahme und Freundschaft erwiesen, als ich erwarten konnte. Du fandest den Moment passend, die Überlegenheit Deiner kühlen Denkungsart geltend zu machen.“ Marx’ Reaktion auf Engels’ Verlust stand auf der Kippe. Am 24. Januar 1863 schrieb Marx an Engels: „Lieber Frederick, Ich hielt es für gut, einige Zeit verstreichen zu lassen, bevor ich Dir antwortete. Deine Lage einerseits, meine andrerseits machten es schwer, die Situation ‚kühl‘ aufzufassen. Es war von mir sehr unrecht, daß ich Dir den Brief schrieb, und ich bereute ihn, sobald er abgeschickt war.“
Das Grab bzw. der Friedhof, auf dem Mary Burns beerdigt wurde, ist bisher nicht ermittelt worden.

## Eine Legende

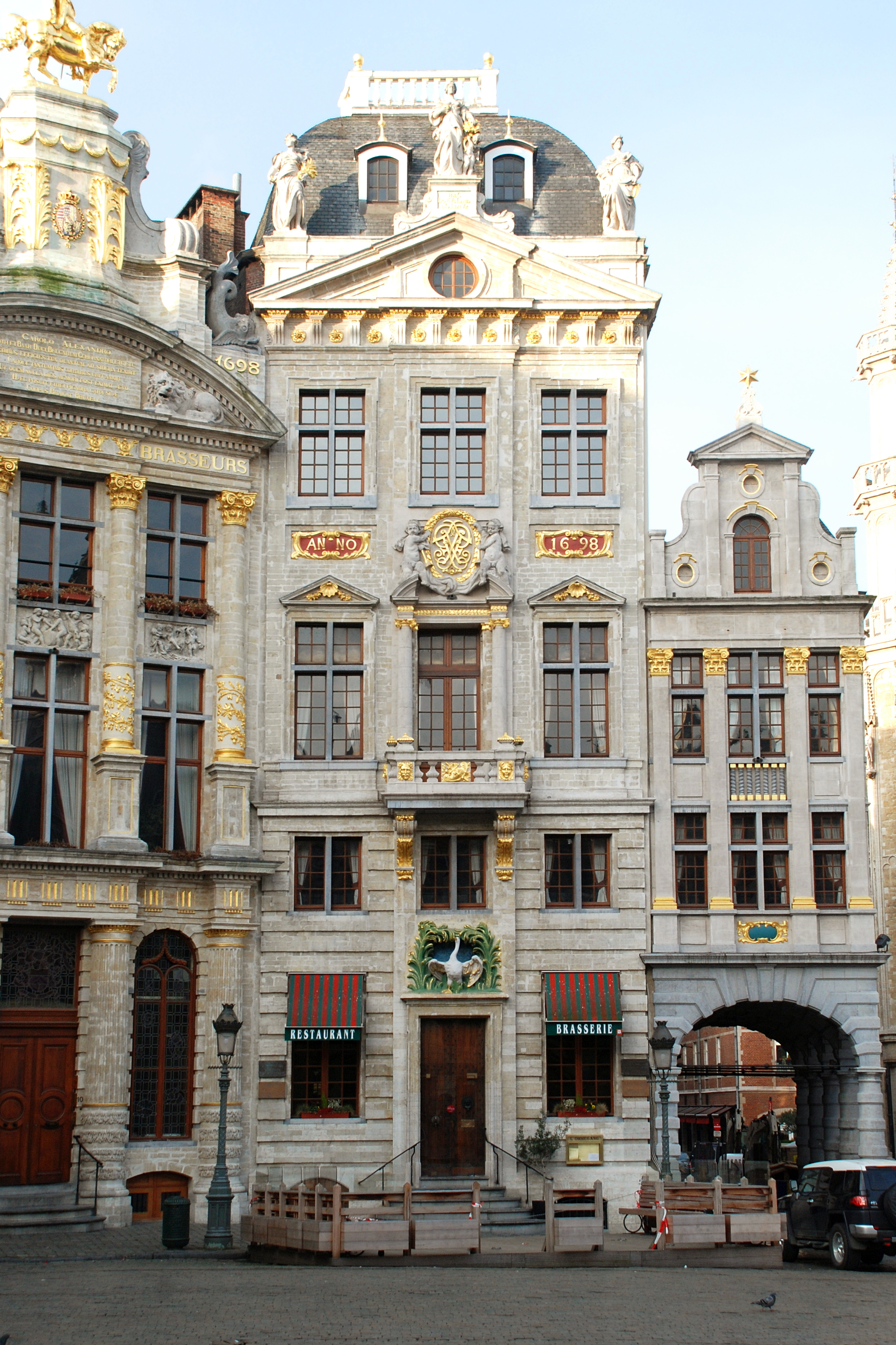
Das Gasthaus Maison du Cygne (Der Schwan). Hier feierte Karl Marx mit dem Deutschen Arbeiterverein, Brüssel, Silvester 1847/1848

Stephan Born veröffentlichte 1898 seine „Erinnerungen eines Achtundvierzigers“. Darin schrieb er über eine Veranstaltung des Deutschen Arbeitervereins vom 31. Dezember 1847 in Brüssel: „An der Schwelle des sturmerfüllten, geschichtlich so inhaltschweren Jahres 1848 versammelte man sich sogar zu einem gemeinsamen Abendessen. Ein von mir verfaßtes, ich brauche es nicht erst zu sagen, sozial-politisches Festspiel wurde aufgeführt. Unter den Anwesenden befand sich Marx mit seiner Frau und Engels mit seiner – Dame. Die beiden Paare waren durch einen großen Raum von einander getrennt. Als ich zu Marx herankam, um ihn und seine Frau zu begrüßen, gab er mir durch einen Blick und ein vielsagendes Lächeln zu verstehen, daß seine Frau eine Bekanntschaft mit jener – Dame auf das strengste ablehne. In Fragen der Ehre und Reinheit der Sitten war die edle Frau intransigent. Die Zumutung, auf diesem Gebiet ein Zugeständnis zu machen, wenn eine solche an sie gestellt worden wäre, hätte sie mit Entrüstung zurückgewiesen. Es war jedenfalls überkühn von Engels, durch die Einführung seiner Maitresse in diesen meist von Arbeitern besuchten Kreis an einen, den reichen Fabrikantensöhnen so oft gemachten Vorwurf zu erinnern, daß sie die Töchter des Volkes in den Dienst ihrer Freuden zu ziehen wissen.“
Diese Behauptungen von Stephan Born wurden, zuletzt durch Gisela Mettele und Angelika Limmroth, kolportiert, ohne die Arbeiten von Jacques Grandjonc und Helmut Elsner zur Kenntnis genommen zu haben.
Zwar fand die Silvesterfeier in Brüssel statt. Auch Karl Marx war anwesend. Jenny Marx wurde auch genannt. Aber ohne Friedrich Engels, der erst am 29. Januar 1848 wieder aus Paris kommend in Brüssel ankam und am 31. Dezember 1847 in Paris Heinrich Heine besucht hatte, also nicht gleichzeitig in Brüssel anwesend sein konnte. Mary Burns, die schon 1846 Brüssel verlassen hatte, konnte auch nicht ignoriert werden. Mary Burns aber wohnte gemeinsam mit Engels 1845/1846 in der „Rue de l’Alliance 7“, während die Familie Marx im Haus daneben („Rue de l’Alliance 5“) in Saint-Josse-ten-Noode wohnte.

## Belege
1. ↑  Irische Schreibweise. (Michael Knieriem: Bekannte und unbekannte personengeschichtliche Daten zu Karl Marx und Friedrich Engels, während der Brüsseler Zeit 1845–1848.)
2. ↑  Roy Whitfield: Die Wohnorte Friedrich Engels’ in Manchester von 1850–1869, S. 98.
3. ↑  In der Volkszählung vom April 1861 lebte sie mit ihrem „Ehemann“ Friedrich Engels, alias Frederick Boardman, im Haus 7, Rial Street in Manchester. (Roy Whitfield: Die Wohnorte Friedrich Engels’ in Manchester von 1850–1869, S. 91.)
4. ↑  Faksimile des Heiratseintrages vom 26. April 1821. (Roy Whitfield: Friedrich Engels in Manchester. The Search for a Shadow, S. 86.)
5. ↑  „Table C“. (Roy Whitfield: Friedrich Engels in Manchester. The Search for a Shadow, S. 87.)
6. ↑  Roy Whitfield: Die Wohnorte Friedrich Engels’ in Manchester von 1850–1869, S. 98.
7. ↑  Harry Schmidtgall: Friedrich Engels´ Manchester-Aufenthalt 1842–1844. Soziale Bewegungen und politische Diskussionen. Mit Auszügen aus Jakob Venedeys England-Buch (1845) und unbekannten Engels-Dokumenten. Trier 1981, S. 61. (=Schriften aus dem Karl-Marx-Haus Nr. 25)
8. ↑  Michael Knieriem: Bekannte und unbekannte personengeschichtliche Daten zu Karl Marx und Friedrich Engels, während der Brüsseler Zeit 1845–1848, S. 99 und 101.
9. ↑  Da ich den „ganzen Winter mit meiner Schriftstellerei keinen Heller verdient habe und daher mit meiner Frau fast ausschließlich von dem Gelde leben mußte was ich von Haus bekam“. (Engels an seinen Schwager Emil Blank 3. April 1846. Marx-Engels-Gesamtausgabe. Abteilung III. Band 1. Berlin 1975, S. 283.)
10. ↑  „Ferner hält sich hier auch noch Fried. Engels auf, dessen Buch über England Du gelesen hast. Er hat eine kleine Engländerin aus Manchester zur Frau“. (Georg Weerth an seine Mutter Wilhelmine Weerth. 13. Juni 1846. Der Bund der Kommunisten. Dokumente und Materialien. Band 1. Dietz Verlag, Berlin 1970, S. 215.)
11. ↑  „Tell E. Mary is now in the ‚Land of Burns‘, will be there 3 or 4 months.“. George Julian Harney an das Kommunistische Korrespondenzkomitee in Brüssel. 20. Juli 1846 (Marx-Engels-Gesamtausgabe. Abteilung III. Band 2, Berlin 1979, S. 264).
12. ↑  „Was machen die Irländerinnen?“ (Wilhelm Pieper an Engels. 16. Dezember 1850. Marx-Engels-Gesamtausgabe. Abteilung III. Band 3. Berlin 1981, S. 703.)
13. ↑  Zu der Identität von Friedrich Engels mit „Frederick Boardman“ siehe den Aufsatz von Roy Whitfield von 1980: Die Wohnorte Friedrich Engels’ in Manchester von 1850–1869.
14. ↑  Marx-Engels-Werke. Band 30, S. 215.
15. ↑  Die entsprechenden Akten hat zuerst Roy Whitfield ermittelt und damit auch die Pseudonyme von Engels und den Burns-Schwestern aufgedeckt.
16. ↑  Engels an Marx. 7. Januar 1863 online (Memento vom 10. August 2016 im Internet Archive). (Marx-Engels-Werke. Band 30, S. 309.)
17. ↑  Marx an Engels. 8. Januar 1863 online (Memento vom 10. August 2016 im Internet Archive). (Marx-Engels-Werke. Band 30, S. 310.)
18. ↑  Engels an Marx. 13. Januar 1863 online (Memento vom 10. August 2016 im Internet Archive). (Marx-Engels-Werke. Band 30, S. 312–313.)
19. ↑  Marx an Engels. 24. Januar 1863 online (Memento vom 10. August 2016 im Internet Archive). (Marx-Engels-Werke. Band 30, S. 314–316.)
20. ↑  Stephan Born: Erinnerungen eines Achtundvierzigers (1978), S. 41.
21. ↑  Gisela Mettele: Mary und Lizzie Burns. Die Lebensgefährtinnen von Friedrich Engels. In: Marx-Engels-Jahrbuch 2011. Berlin 2012, S. 132 ff.
22. ↑  Angelika Limmroth: Jenny Marx. Die Biografie. Karl Dietz Verlag, Berlin 2014, ISBN 978-3-320-02296-9, S. 111 f.
23. ↑  Siehe dazu ausführlich Jacques Grandjonc: „Über den richtigen Gebrauch von Erinnerungen in der Geschichtsschreibung. Stephan Born über Marx und Engels, fünfzig Jahre später.“
24. ↑  Fragmente zu internationalen demokratischen Aktivitäten um 1848 (M. Bakunin, F. Engels, F. Mellinet u. a.). Hrsg. und bearb. von Helmut Elsner, Jacques Grandjonc, Elisabeth Neu und Hans Pelger. Trier 2000. ISBN 3-86077-545-6 (=Schriften aus dem Karl-Marx-Haus Nr. 48)
25. ↑  „+ Der ‚Deutsche Arbeiter-Verein‘ feierte den Sylvesterabend […] “. (Deutsche-Brüsseler-Zeitung. 2. Jg. Nr. 1 vom 3. Januar 1848, S. 2, Spalte 2.)
26. ↑  „Sodann nahm Karl Marx das Wort, und brachte in französischer Sprache einen Toast auf die Brüsseler demokratische Gesellschaft aus […]“ (Deutsche-Brüsseler-Zeitung. 2. Jg. Nr. 2 vom 6. Januar 1848, S. 2, Spalte 1.)
27. ↑  „Nach dem Bankett folgte Musik, sodann eine dramatische Vorstellung, worin Frau Dr. Marx ihr geniales Deklamationstalent entwickelte.“ (Deutsche-Brüsseler-Zeitung. 2. Jg. Nr. 2 vom 6. Januar 1848, S. 2, Spalte 3.)
28. ↑  „Brüssel. Friedrich Engels, der vorigen Sonnabend den 29. Januar, von der Pariser Polizei den Befehl erhielt, Paris binnen 24 Stunden und Frankreich in kürzester Frist zu verlassen, ist am 31. Jan. hier angelangt.“ (Deutsche-Brüsseler-Zeitung. 2. Jg. Nr. 10 vom 2. Februar 1848, S. 2, Spalte 3.)
29. ↑  „Heine ist am Kaputtgehen. Vor 14 Tagen war ich bei ihm, da lag er im Bett und hatte einen Nervenanfall gehabt. Gestern war er auf, aber höchst elend.“ Engels an Marx 14. Januar 1848. online Marx-Engels-Werke. Band 27, S. 109–112.) (Memento vom 10. August 2016 im Internet Archive)
30. ↑  Zitiert nach: Stephan Born: Erinnerungen eines Achtungvierzigers. Hrsg. u. eingel. von Hans J. Schütz. J. H. W. Dietz Nachf., Berlin, Bonn 1978. ISBN 3-8012-0031-0.
31. ↑  Besonders die Kapitel „Mary“ S. 42–45 und das Kapitel „Die Stimme aus der Fabrik“, S. 46–48.
32. ↑  Das ist Walther Victor.
33. ↑  Faksimiledruck in: Heinz Willmann: Geschichte der Arbeiter-Illustrierten Zeitung 1921–1938. Dietz Verlag, Berlin 1975, S. 348–349.
34. ↑  Gibt im Wesentlichen Roy Whitfields Angaben aus: Die Wohnorte Friedrich Engels’ in Manchester von 1850–1869 wieder.
35. ↑  Stellt klar, dass Harald Wessel keineswegs in Bezug auf Engels „offizielle“ bzw. „offizielle Adressen“ im Recht wäre.

| Personendaten    | Personendaten                                              |
| ---------------- | ---------------------------------------------------------- |
| NAME             | Burns, Mary                                                |
| ALTERNATIVNAMEN  | Byrne, Mary (Geburtsname); Boardman, Mary (Pseudonym)      |
| KURZBESCHREIBUNG | irische Baumwollspinnerin und Ehefrau von Friedrich Engels |
| GEBURTSDATUM     | 29. September 1821                                         |
| GEBURTSORT       | Manchester                                                 |
| STERBEDATUM      | 7. Januar 1863                                             |
| STERBEORT        | Manchester                                                 |